# Mercenasco
Mercenasco (piemontesisch Mersnasch) ist eine Gemeinde in der italienischen Metropolitanstadt Turin (TO), Region Piemont.

## Lage und Einwohner
Mercenasco liegt knapp 40 km nordöstlich von Turin. Das Gemeindegebiet umfasst eine Fläche von 12 km² und hat 1299 Einwohner (Stand 31. Dezember 2023).
Die Nachbargemeinden sind Romano Canavese, Strambino, Scarmagno, Cuceglio, Montalenghe, Candia Canavese, Orio Canavese und Barone Canavese.

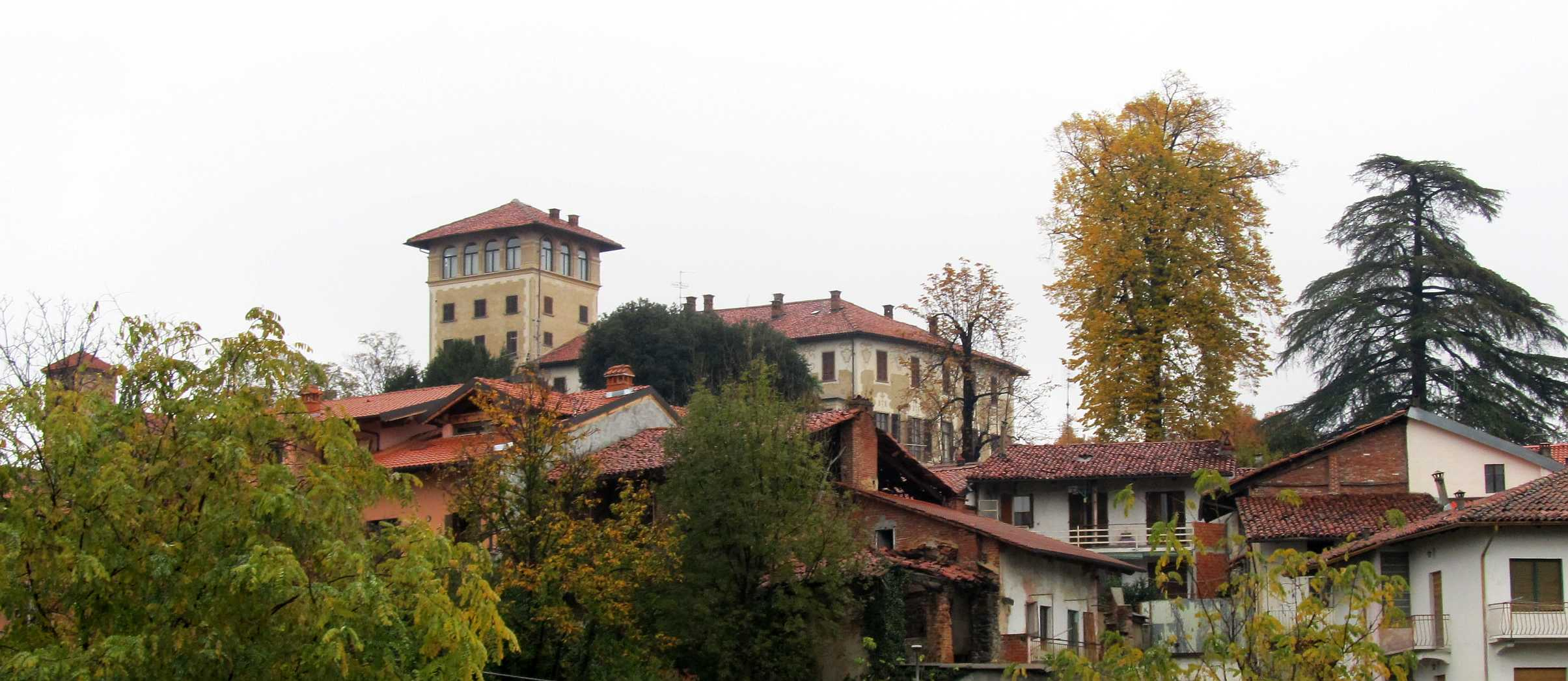
Panorama

## Geschichte

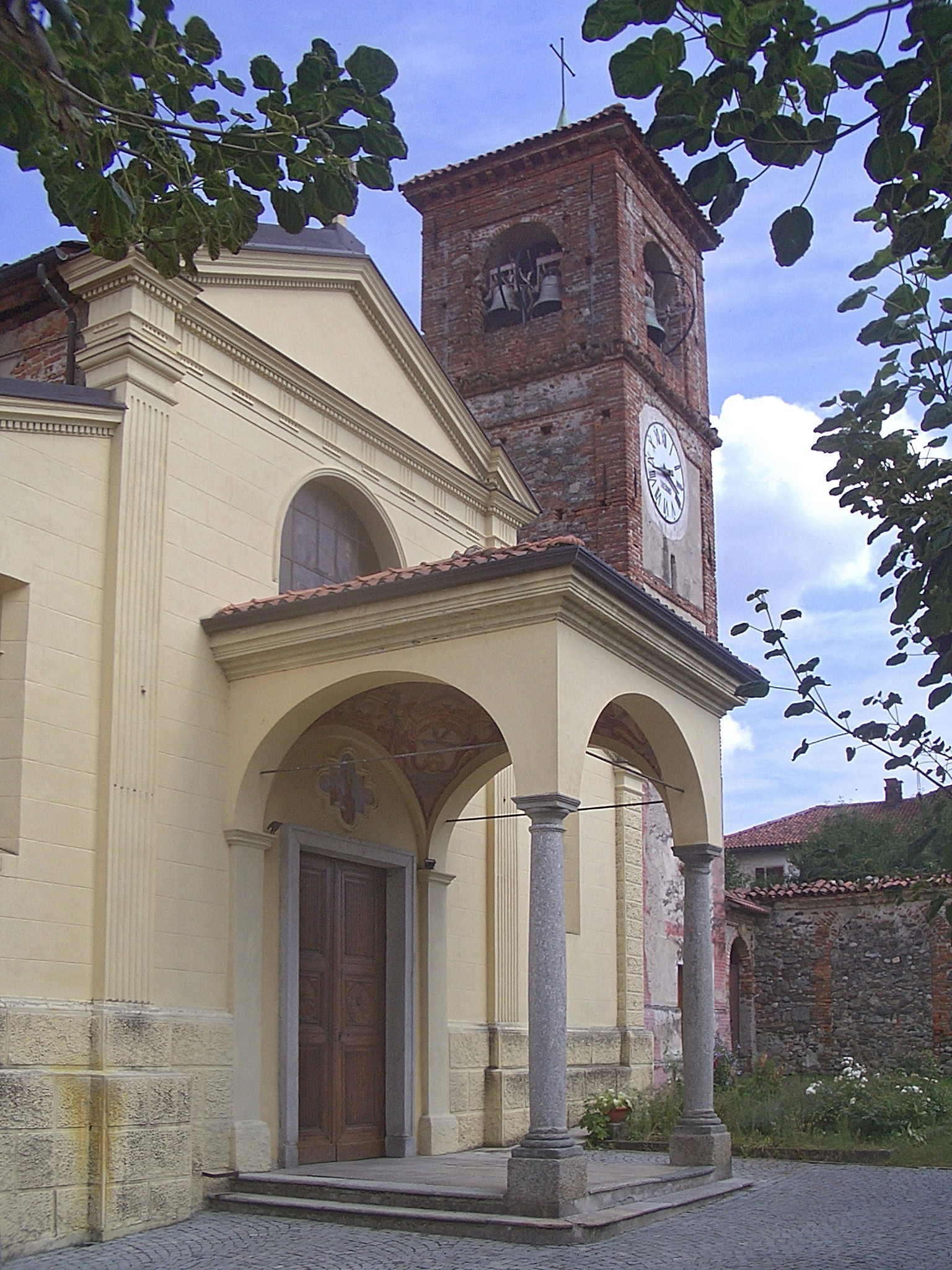
Kirche San Pancrazio

Der Ursprung des Ortsnamens leitet sich vom lateinischen Personennamen „Martianus“ mit dem Zusatz „-ascus“ ab. Die genaue Entstehungszeit ist aber nicht bekannt. Das das erste Dokument, in dem er erwähnt wird, geht auf das Jahr 1100 zurück.

## Kulinarische Spezialitäten
Bei Mercenasco wird die Rebsorte Barbera zur Erzeugung des Rotweins Barbera del Monferrato angebaut.